# Thiên văn học Ấn Độ

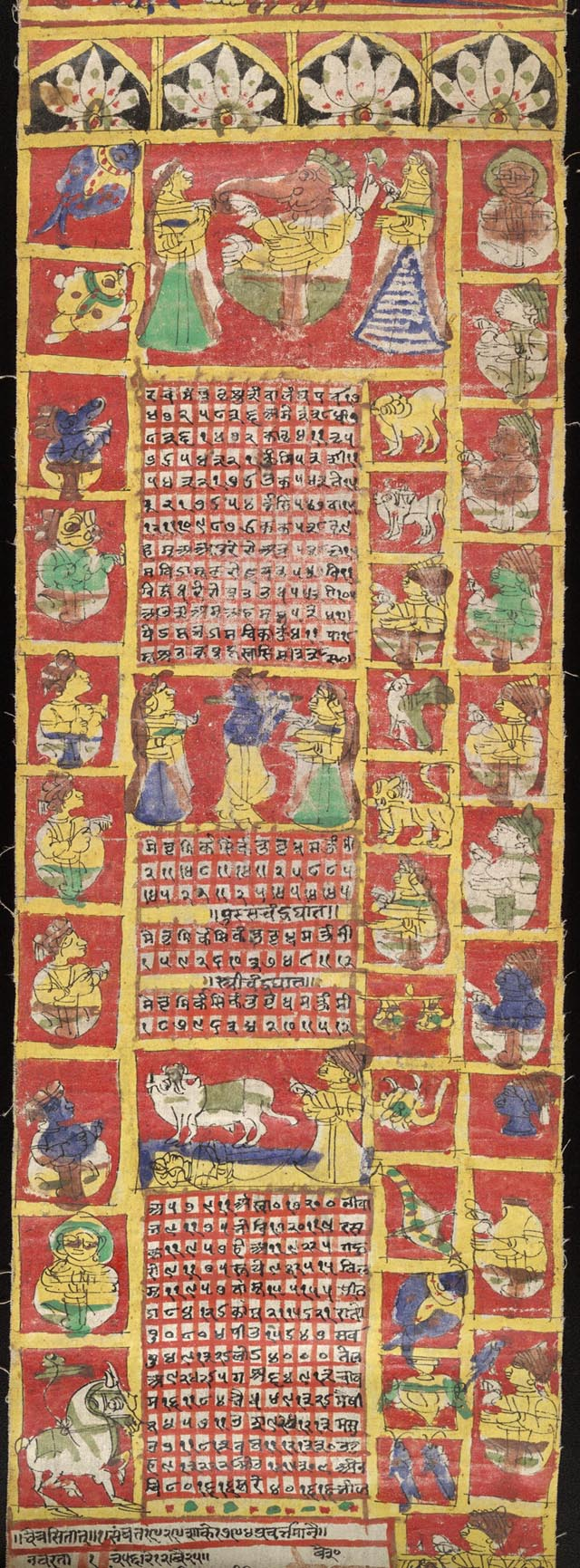
Một trang từ lịch Hindu vào năm 1871-1872.

Thiên văn học Ấn Độ có một lịch sử kéo dài từ thời tiền sử cho đến thời hiện đại. Một vài nguồn gốc sớm nhất của nền thiên văn học này có thể có niên đại đến Nền văn minh Thung lũng sông Ấn hoặc là sớm hơn thế. Thiên văn học sau đó đã được phát triển như một môn học của Vedanga hoặc là một trong những môn bổ trợ có liên hệ đối với các môn học của Veda, có niên đại khoảng 1500 TCN hoặc sớm hơn.  Văn bản được biết đến lâu nhất là Vedanga Jyotisha, có niên đại từ 1400 TCN đến 1200 TCN (phiên bản mở rộng của tác phẩm này có niên đại khoảng 700 TCN - 600 TCN).
Thiên văn học Ấn Độ chịu ảnh hưởng của thiên văn học Hy Lạp cổ đại bắt đầu từ thế kỷ 4 TCN và xuyên suốt những thế kỷ đầu tiên của Thời đại Chung, ví dụ là Yavanajataka và Romaka Siddhanta, bản dịch tiếng Sanskrit của một tác phẩm Hy Lạp phổ biến vào thế kỷ 2.
Thiên văn học Ấn Độ nở rộ trong thê kỷ 5 và thế kỷ 6 với học giả Aryabhata, người mà có tác phẩm Aryabhatiya đại diện đỉnh cao của hiểu biết thiên văn học vào thời điểm đó. Sau đó thiên văn học Ấn Độ đã ảnh hưởng một cách đáng chú ý thiên văn học Hồi giáo, thiên văn học Trung Quốc và thiên văn học châu Âu và những nền thiên văn học khác. Một số nhà thiên văn học thuộc thời kỳ cổ điển đã trau chuốt nhiều hơn các tác phẩm của Aryabhata như là Brahmagupta, Varahamihira và Lalla.
Một truyền thống thiên văn học Ấn Độ mang tính chất bản địa có thể dễ nhận thấy đó là tồn tại thực sự xuyên qua thời kỳ Trung Cổ và trong thế kỷ 16, thế kỷ 17 đặc biệt là trường phái Kerala về thiên văn học và toán học.

## Lịch sử
Một vài hình mẫu sớm nhất của nền thiên văn học Ấn Độ có thể có niên đại vào Văn minh Thung lũng sông Ấn hoặc là sớm hơn. Một vài định nghĩa vũ trụ có tồn tại trong Vedas như là những lưu ý của những chuyển động của các vật thể trên thiên đường và dòng chảy thời gian. Cũng như trong nhiều truyền thống khác, có một sự liên hệ gần gũi giữa thiên văn học và tôn giáo trong thời kỳ đầu của lịch sử khoa học. Các quan sát thiên văn trở nên cần thiết vì nhu cầu đo đạc không gian và thời gian một cách chính xác của các lễ nghi tôn giáo. Vì thế, Shulba Sutras, tác phẩm vinh danh cấu trúc tín ngưỡng, đã bàn về toán học cao cấp và thiên văn cơ sở. Vedanga Jyotisha là một trong những tác phẩm lâu đời nhất được biết đến nói về thiên văn học, nó bao gồm các chi tiết về Mặt Trăng, Mặt Trời, Nakshatra và âm dương lịch.
Các ý tưởng thiên văn học của Hy Lạp bắt đầu xâm nhập vào Ấn Độ trong thế kỷ 4 TCN theo các cuộc chinh phạt của Alexander Đại đế. Trong những thế kỷ đầu của Thời kỳ Chung, ảnh hưởng Ấn Độ-Hy Lạp trên truyền thống thiên văn học có thể thấy rõ, với các văn bản như là Yavanajataka và Romaka Siddhanta. Các nhà thiên văn học thời sau chú ý đến sự tồn tại của một số Siddhanta trong thời kỳ này, trong thời kỳ của họ có một tác phẩm được nhắc đến là Surya Siddhanta. Chúng không phải là những văn bản được chỉnh sửa mà là một truyền thống truyền miệng về sự hiểu biết, chính vì thế nội dung của chúng không được mở rộng. Tác phẩm được biết đến ngày nay là Surya Siddhanta có niên đại vào thời Gupta và được nhận bởi Aryabhata.
Thpif kỳ cổ điển của thiên văn học Ấn Độ bắt đầu vào cuối thời Gupta, trong thế kỷ 5 và 6. Tác phẩm Pañcasiddhāntikā của Varāhamihira được viết vào năm 505 chạm đến phương pháp của việc xác định đỉnh buổi trưa tư bất kỳ ba vị trí nào của bóng sử dụng một cột đồng hồ mặt trời. Trong thời của Aryabhata chuyển động của các hành tinh được xem như có hình elip hơn là hình cầu. Các đề tài khác bao gồm xác định những đơn vị khác nhau của thời gian, mô hình tâm sai trong chuyển động của các hành tinh, mô hình ngoại luân của chuyển động của các hành tinh và hiệu chỉnh độ tuyến hành tinh cho một số vị trí trên mặt đất.